# Florentská republika
Florentská republika (italsky Repubblica Fiorentina) byl stát v italském Toskánsku s hlavním městem Florencií.

## Historie

### Samostatná komuna
Samostatný stát vznikl roku 1115 vzpourou florentských měšťanů proti Markrabství toskánskému, jehož existence tím skončila.

### Republika a nástup Medicejů
V republice se svářelo několik skupin patriciů, které na sebe postupně strhávaly moc. Republika byla formálně řízena titulárním vládcem (gonfaloniere), voleným každé dva měsíce členy florentských cechů, a jím jmenovanou radou zvanou signorie. V roce 1185 bylo s pomocí císařských vojsk na krátko obnoveno markrabství, které v roce 1197 zaniká další vzpourou florentských měšťanů a je obnovena republika. V roce 1434 ovládla Florencii klika Medicejů (jejím vůdcem byl Cosimo Medicejský) a udržela se 60 let, do roku 1494.

### Republika Kristova

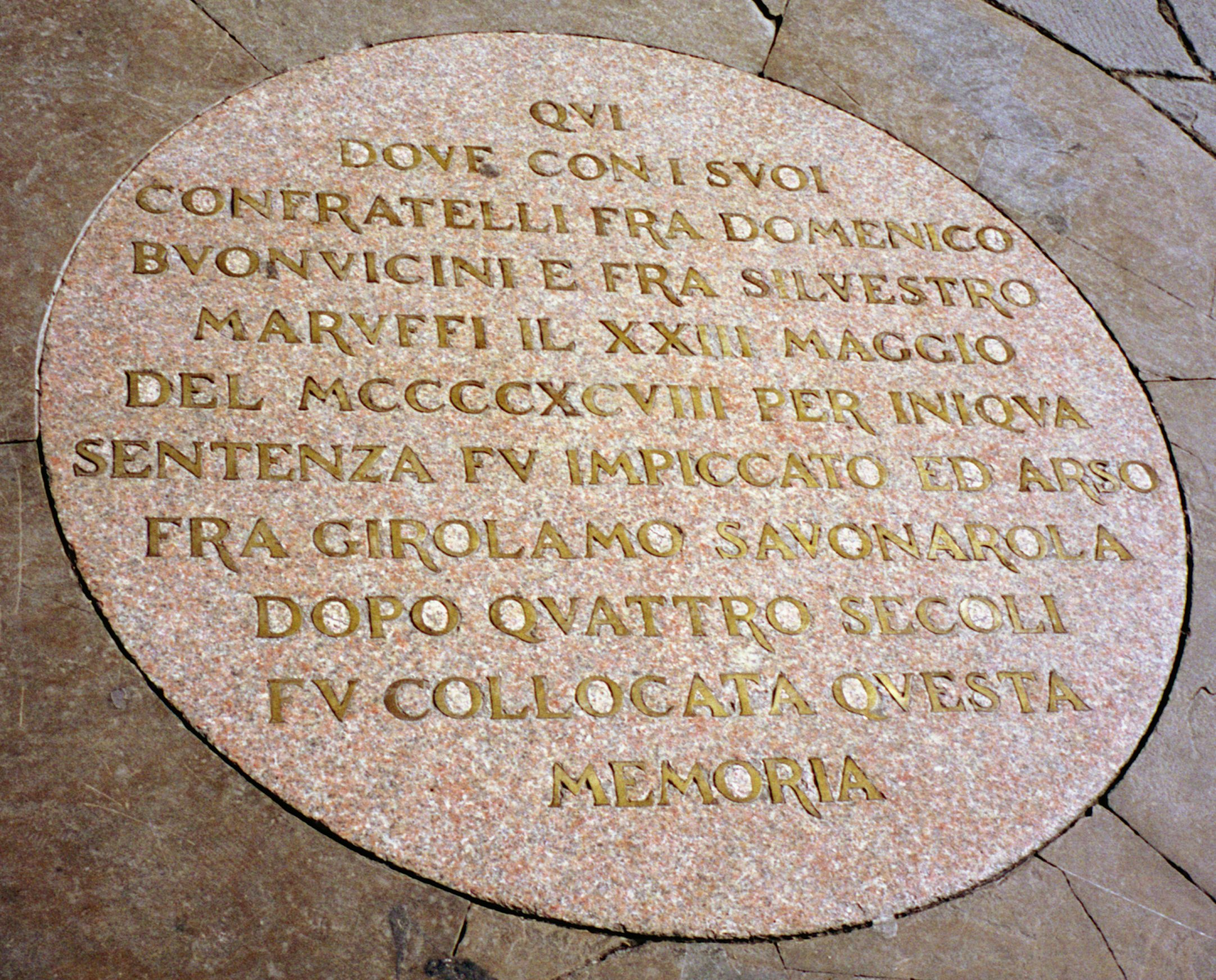
Pamětní plaketa věnovaná Girolamovi Savonarolovi na Piazza della Signoria ve Florencii

Příchod Karla VIII. do Florencie byl příčinou mocenského pádu Medicejských a naopak vzrůstu moci fanatického dominikánského mnicha Girolama Savonaroly, který ve Florencii nastolil republiku Kristovu, tedy přísně teokratický stát, z něhož měla být vymýcena veškerá neřest, marnotratnost, přepych, pýcha a vůbec veškeré nepravosti lidstva. Florencie byla přeměněna na „město boží“ a Kristus byl prohlášen jejím králem. Svého profrancouzského postoje se Savonarola nevzdal ani po odchodu Karla VIII. z Itálie a prohlašoval, že jedině francouzský král zachrání a očistí církev a nastolí v Itálii nový, spravedlivější řád. V roce 1495 nedbal výzev papeže Alexandra VI. k dostavení se do Říma a nedbal ani papežova zákazu kázat. Stále více se na kazatelně pohoršoval nad oplzlými malbami, hudbou i literaturou. Mnohá umělecká díla ve Florencii nechal z těchto důvodů poškodit nebo rovnou zničit. Zavedl také policii, které měla kontrolovat mravnost občanů, tou byly děti, které směly volně vstupovat do všech domů a dle své libosti ničit vše špatné a nemravné. Savonarola začal ve svých kázáních kritizovat také papeže Alexandra VI. a další členy rodu Borgiů. Dne 13. května 1497 byl Savonarola exkomunikován a poté 23. května 1498 byl spolu s dalšími dvěma druhy odevzdán světské moci a popraven, jejich těla byla spálena na Piazza della Signoria.

### Vláda Medicejských
Giovanni di Lorenzo Medicejský (pozdější papež Lev X.) opět ovládl Florentskou republiku roku 1512 a roku 1527 byli Medicejové vyhnáni podruhé. Definitivně se rod Medicejů zmocnil vlády nad městem roku 1531 po jedenáctiměsíčním obléhání. Následujícího roku byla republika zrušena a papež Klement VII. jmenoval Alexandra Medicejského dědičným vévodou.

## Symbolika

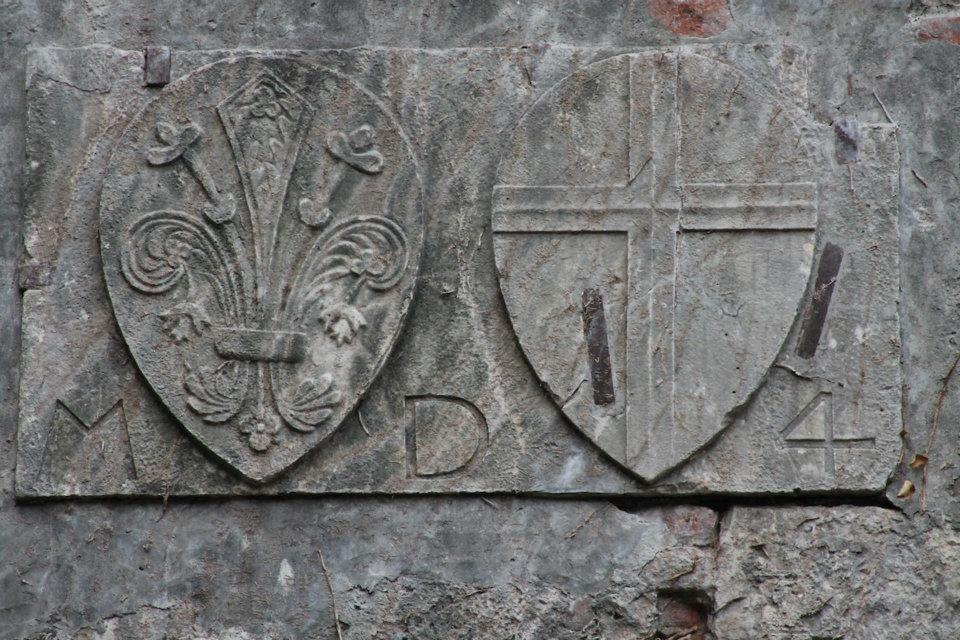
Florentská lilie a lidový kříž, reliéf na hradě Rocca di Ripafratta

znak Florencie:
znak do roku 1251 užívaný ghibelliny
znak zavedený guelfy v roce 1251
lidový kříž (croce del popolo) představující lid Florencie
znak obce (komuny) středověké Florencie

florentská vlajka:
státní vlajka Florentské republiky
varianta státní vlajky s lidovým křížem a znakem komuny
civilní vlajka do roku 1250 užívaná ghibelliny
civilní vlajka republiky zavedená guelfy v roce 1251
lidová vlajka, tj. s lidovým křížem (croce del popolo)
vlajka athénského vévody Waltera VI., který krátkodobě vládl Florencii